# STS-40
STS-40は、コロンビアの11回目の打上げであり、9日間のミッションである。5回目のスペースラブのミッションであるSpacelab Life Sciences-1を行うために、スペースラブを軌道に運んだ。STS-40は、初めて乗組員に3人の女性が含まれるミッションとなった。

## 乗組員
- 船長 - ブライアン・オコナー（英語版） (2)
- 操縦手 - シドニー・グティエレス（英語版） (1)
- ミッションスペシャリスト1 - ジェームズ・P・バジアン（英語版） (2)
- ミッションスペシャリスト2 - タマラ・E・ジャーニガン (1)
- ミッションスペシャリスト3 - マーガレット・レア・セッドン (2)
- ペイロードスペシャリスト1 - フランシス・ドリュー・ガフニー（英語版） (1)
- ペイロードスペシャリスト2 - ミリー・ヒューズ＝フルフォード (1)

## ミッションの概要
打上げは、当初は1991年5月22日に設置されていたが、打上げ48時間前を過ぎてから、オービタの主推進装置の変換器から液体水素が漏れていることが発見されたため、延期された。9つある液体水素と液体酸素の変換器のうちの1つ以上が燃料及び酸化剤のラインに突き出し、エンジンのターボポンプを破壊してエンジン故障が生じることが危惧された。
さらに、オービタの5つの汎用コンピュータのうちの1つと、オービタの手動操縦システムを制御するマルチプレクサーの1つが完全に故障した。
新しい汎用コンピュータとマルチプレクサーが設置され、試験が行われた。推進システムより上流にある液体水素の変換器1つと液体酸素の変換器2つも交換され、内部スクリーンによって保護された。また、エンジン連結管部分にある3つの液体酸素変換器が交換され、3つの液体水素交換機が除去された。打上げは、6月1日午前8時(EDT)に再設定されたが、内部測定ユニットの校正に失敗し、再度延期された。ユニットは交換、試験され、打上げは、6月5日に再設定された。1991年6月5日午前9時24分51秒(EDT)に打上げは成功した。打上げ時の重量は、114,290 kgであった。
このミッションは、スペースラブの5回目のミッション(Spacelab Life Sciences-1)であり、生命科学のみが行われた初めてのミッションである。またこのミッションでは、1973年から1974年のスカイラブのミッション以来の、詳細な生理学的測定が行われた。測定対象は、ヒト、30匹のネズミ、数千匹の小さなクラゲであった。
これらの実験では、心臓/肺機能、腎臓/内分泌機能、血液、免疫系、筋肉/骨格、神経/感覚器等が測定された。その他のペイロードには、材料科学のための12個のGetaway Special (GAS)、植物生物学及び宇宙放射線の実験機器、Middeck Zero-Gravity Dynamics Experiment (MODE)、そして7つのOrbiter Experiments (OEX)等があった。
1991年6月14日午前8時39分11秒(PDT)にエドワーズ空軍基地第22滑走路に着陸した。ロールアウト距離は2,866 m、ロールアウト時間は55秒間であった。オービタは、6月21日にケネディ宇宙センターに戻ってきた。着陸時重量は、102,755 kgであった。